# Marked for Death
Marked for Death (En España: Señalado por la Muerte, en Hispanoamérica : Marcado por la muerte) es una película de acción de 1990 dirigida por Dwight H. Little. La protagoniza Steven Seagal como John Hatcher, un agente del departamento antidroga. Después de regresar a su ciudad de residencia, Hatcher es perseguido por una banda de viciosos narcotraficantes jamaiquinos, dirigidos por Screwface (Basil Wallace).
Las escenas de pelea de la película son las más logradas de Seagal, integrando numerosos elementos de Aikido, así como uso de una amplia gama de armas y dislocaciones de brazos. Supuestamente Seagal estudió los rituales vudú jamaiquinos especialmente para la película.

## Argumento[1]
El agente de la DEA John Hatcher (Steven Seagal) se encuentra realizando una misión en Colombia contra narcotraficantes locales, acompañado por su compañero Chico (Richard Delmonte); en un enfrentamiento armado Chico cae asesinado, deprimiendo a Hatcher al punto de oficializar su retiro.
Vuelto a la vida civil en Chicago, Hatcher se reencuentra con un viejo amigo, el entrenador de fútbol americano Max (Keith David). Una noche en un bar se produce un tiroteo entre una banda de narcotraficantes locales y el peligroso cartel Jamaican Posse, liderado por el peligroso Screwface (Basil Wallace). Saliendo de su “retiro”, Hatcher interviene en el tiroteo y logra hacer detener a uno de los hombres de Screwface, Monkey Nesta  (Victor Romero Evans), quien luego es liberado de prisión gracias a la influencia de Jimmy Fingers (Tony DiBenedetto), gánster aliado de Screwface.
Luego de que Hatcher intervenga y asesine a Nesta y a Jimmy, Screwface toma venganza y tirotea el frente de su casa, hiriendo gravemente a su sobrina Tracy (Danielle Harris). Luego de que el propio Screwface deje mensajes vudú en la propia casa de Hatcher y realice un ritual en contra de su hermana Melissa (Elizabeth Gracen), Hatcher es asesorado por la detective y experta en rituales vudú Leslie (Joanna Pacula), quien le explica que debe eliminar a Screwface para acabar con el Jamaican Posse y por ende con las amenazas a su familia.
Acompañado por Max y un policía jamaiquino, Charles (Tom Wright), Hatcher se embarca en una cruzada en Kingston, la capital de Jamaica y en la propia Chicago para acabar con Screwface y su banda.

## Reparto
| Actor                   | Personaje                                       |
| ----------------------- | ----------------------------------------------- |
| Steven Seagal           | Agente de la DEA, John "Coco Bandicoot" Hatcher |
| Keith David             | Max Keller                                      |
| Joanna Pacula           | Profesora Leslie Davalos                        |
| Basil Wallace           | "Screwface"                                     |
| Tom Wright              | Detective Charles Marks                         |
| Kevin Dunn              | Agente del FBI Sal Roselli                      |
| Elizabeth Gracen        | Melissa Hatcher                                 |
| Bette Ford              | Kate Hatcher                                    |
| Danielle Harris         | Tracey Hatcher                                  |
| Al Israel               | Tito Barco                                      |
| Arlen Dean Snyder       | Duvall                                          |
| Victor Romero Evans     | Nesta                                           |
| Michael Ralph           | "Monkey"                                        |
| Danny Trejo             | Hector                                          |
| Jeffrey Anderson-Gunter | "Nago"                                          |
| Peter Jason             | Director Asistente de la DEA, Pete Stone        |
| Jimmy Cliff             | Él mismo                                        |

## Lanzamientos mundiales
| País                                                                          | Fecha de estreno                |
| ----------------------------------------------------------------------------- | ------------------------------- |
| Alemania                                                                      | Jueves 17 de enero de 1991      |
| Argentina                                                                     | Jueves 28 de marzo de 1991      |
| Australia                                                                     | Jueves 28 de febrero de 1991    |
| Austria                                                                       | Viernes 18 de enero de 1991     |
| Bélgica                                                                       | Miércoles 31 de julio de 1991   |
| Belice · Costa Rica · El Salvador · Guatemala · Honduras · Nicaragua · Panamá | Miércoles 13 de febrero de 1991 |
| Bolivia                                                                       | Jueves 21 de marzo de 1991      |
| Brasil                                                                        | Viernes 1 de marzo de 1991      |
| Chile                                                                         | Viernes 18 de enero de 1991     |
| Chipre                                                                        | Viernes 10 de mayo de 1991      |
| Colombia                                                                      | Jueves 28 de febrero de 1991    |
| Corea del Sur                                                                 | Sábado 26 de enero de 1991      |
| Dinamarca                                                                     | Viernes 26 de abril de 1991     |
| Ecuador                                                                       | Miércoles 15 de mayo de 1991    |
| Egipto                                                                        | Lunes 19 de agosto de 1991      |
| España                                                                        | Viernes 1 de febrero de 1991    |
| Estados Unidos · Canadá                                                       | Viernes 5 de octubre de 1990    |
| Estonia                                                                       | Viernes 28 de mayo de 1993      |
| Filipinas                                                                     | Miércoles 16 de enero de 1991   |
| Finlandia                                                                     | Viernes 17 de mayo de 1991      |
| Francia                                                                       | Miércoles 17 de julio de 1991   |

| País                | Fecha de estreno                |
| ------------------- | ------------------------------- |
| Grecia              | Viernes 10 de mayo de 1991      |
| Hong Kong           | Jueves 13 de diciembre de 1990  |
| Hungría             | Jueves 8 de agosto de 1991      |
| India               | Viernes 14 de febrero de 1992   |
| Indonesia           | Viernes 5 de julio de 1991      |
| Israel              | Viernes 7 de diciembre de 1990  |
| Italia              | Viernes 3 de mayo de 1991       |
| Jamaica             | Miércoles 31 de octubre de 1990 |
| Japón               | Sábado 8 de junio de 1991       |
| Malasia             | Jueves 20 de diciembre de 1990  |
| México              | Viernes 22 de febrero de 1991   |
| Noruega             | Jueves 9 de mayo de 1991        |
| Nueva Zelanda       | Viernes 18 de enero de 1991     |
| Países Bajos        | Jueves 11 de julio de 1991      |
| Perú                | Jueves 7 de marzo de 1991       |
| Portugal            | Viernes 11 de enero de 1991     |
| Puerto Rico         | Jueves 31 de enero de 1991      |
| Reino Unido Irlanda | Viernes 7 de junio de 1991      |
| Singapur            | Sábado 15 de diciembre de 1990  |
| Sudáfrica           | Viernes 15 de marzo de 1991     |
| Suecia              | Viernes 10 de mayo de 1991      |
| Suiza               | Viernes 18 de enero de 1991     |
| Tailandia           | Sábado 5 de enero de 1991       |
| Taiwán              | Sábado 8 de diciembre de 1990   |
| Turquía             | Viernes 12 de abril de 1991     |
| Uruguay             | Jueves 6 de junio de 1991       |
| Venezuela           | Miércoles 6 de marzo de 1991    |

## Recepción
La película fue considerada un éxito menor de taquilla, recaudando poco más de 43 millones de dólares. Fue el tercer largometraje de acción protagonizado por Steven Seagal y quizás el más violento de su filmografía. Su considerable éxito de taquilla confirmó al exprofesor de artes marciales como una de las estrellas del cine de acción de principios de los 90, estatus que mantendría durante los siguientes cinco años.